# Icean
Icean je nasycený polycyklický uhlovodík se souhrnným vzorcem C12H18. Jeho molekuly mají klecovitou strukturu, na uhlíkový řetězec lze pohlížet jako na tři kondenzované cyklohexanové kruhy v lodičkové konformaci; nebo jako na dva kondenzované cyklohexanové kruhy v židličkové konformaci, propojené trojicí navzájem rovnoběžných vazeb. Prostorové uspořádání atomů uhlíku připomíná strukturu wurtzitu, podle čehož bývá tento uhlovodík také nazýván wurtzitan.
Název „icean“ navrhl chemik Louis Fieser přibližně deset let před první přípravou této látky. Zkoumal uspořádání molekul vody v ledu a uvědomil si, že by mohl existovat stabilní uhlovodík s výše uvedenou strukturou.